# محمد علي نور أوغلي
محمد علي نور أوغلي (بالتركية: Mehmet Ali Nuroğlu)‏ (مواليد 7 سبتمبر 1979)؛ ممثل تركي.
ولد في إسطنبول لعائلهٍ تنحدر من أورفة. بعد دراسة الفلسفة لمدة ثلاث سنوات في جامعة الشرق الأوسط التقنية، التحق بجامعة حجة تبة لدراسة المسرح. وفي أثناء دراسته، بدأ العمل في مسارح الدولة التركية. في الوقت نفسه عمل مساعدًا للممثل سميح سيرغن من أجل الحصول على دور في المسلسل الدرامي «إكليل الورد»، فانتقل إلى إسطنبول وأدَّى شخصية محمد في المسلسل المذكور. قام لاحقًا بدور البطولة في فيلم «زنجير بوزان» (بالتركية: Zincirbozan)‏، بشخصية «ريِّس». ثم انضم إلى فريق عمل «الأجنحة المكسورة» (بالتركية: Kırık Kanatlar)‏، وهو مسلسل تلفزيوني عن حرب الاستقلال التركية.

## وصلات خارجيّة
- محمد علي نور أوغلي على موقع IMDb (الإنجليزية)
- محمد علي نور أوغلي على موقع قاعدة بيانات الأفلام العربية
- محمد علي نور أوغلي على موقع ألو سيني (الفرنسية)
- محمد علي نور أوغلي على موقع أول موفي (الإنجليزية)
- محمد علي نور أوغلي على موقع قاعدة بيانات الأفلام السويدية (السويدية)
- محمد علي نور أوغلي على موقع قاعدة بيانات الفيلم (الإنجليزية)
- محمد علي نور أوغلي على موقع كينوبويسك (الروسية)